# Bezirk Balvi (2009–2021)
Der Bezirk Balvi (Balvu novads) war ein Bezirk im Osten Lettlands in der historischen Landschaft Latgale, der von 2009 bis 2021 existierte. Bei der Verwaltungsreform 2021 wurde der Bezirk in einen neuen, größeren Bezirk Balvi überführt.

## Geographie
Im Bezirk befand sich der Balvi-See, der vom Fluss Bolupe entwässert wird. Das Gebiet ist dünn besiedelt und reich an Wäldern und Sümpfen.

## Bevölkerung
Der Bezirk bestand aus den zehn Gemeinden (pagasts) Balvi (Land), Bērzkalne, Bērzpils, Briežuciems, Krišjāņi, Kubuļi, Lazduleja, Tilža, Vectilža, Vīksnai und dem Verwaltungszentrum Balvi. 15.597 Einwohner lebten 2010 im Bezirk Balvi.

## Nachweise
1. ↑  Vides aizsardzības un reģionālās attīstības ministrija (Ministerium für Naturschutz und Regionalentwicklung), Karten und Auflistung der Verwaltungseinheiten, abgerufen am 26. Juli 2021